# Kejserens nye klæder (film)
 For alternative betydninger, se Kejserens nye klæder (flertydig). (Se også artikler, som begynder med Kejserens nye klæder)
Kejserens nye klæder er en dansk kortfilm fra 2004 instrueret af Steen Dongo Jensen. Filmen er baseret på H.C. Andersens eventyr af samme navn fra 1837.

## Handling
Denne artikel mangler et handlingsreferat. Hjælp os med at skrive det.

## Medvirkende
- Jesper Klein, Kejseren
- Ove Pedersen, Skrædder
- Mads Koudal, Skrædder
- Ejnar Hans Jensen, Minister
- Jan Tjerrild, Embedsmand
- Iben Miller, Bondepige
- Torben Brinck, Embedsmand
- Jan Sommer Hansen
- Rikke Bremer Munk
- Josefine Nytofte
- Louise Juel Christensen
- Jost L. Hansen